# Sân bay quốc tế Hato
Sân bay quốc tế Hato (IATA: CUR, ICAO: TNCC) là sân bay của Willemstad, Curaçao, Antilles Hà Lan. Sân bay này phục vụ các chuyến bay trong khu vực Caribe, gần các thành phố Nam Mỹ gần đó, Bắc Mỹ và châu Âu. Đây là sân bay khá lớn, là một trong những sân bay có đường cất hạ cánh dài nhất vùng Caribe. Đây là trung tâm hoạt động của hãng Air ALM và hãng kế nhiệm của nó là Dutch Caribbean Airlines, hãng hàng không chính của Antilles Hà Lan cho đến khi ngừng hoạt động năm 2004. Hiện sân bay này là trung tâm của hãng Dutch Antilles Express và là căn cứ của hãng Insel Air.
Một nhà ga mới được chính thức mở cửa năm 2006 và phục vụ 1,6 triệu khách/năm.
Website: 

## Các hãng hàng không
- Aeropostal (Caracas, Santo Domingo)
- Air Jamaica (Kingston, Montego Bay)
- Aires (Barranquilla, Cartagena)
- American Airlines (Miami)
  - American Eagle (San Juan)
- Arkefly (Amsterdam)
- Aserca Airlines (Caracas)
- Avianca (Bogotá)
  - Avianca operated by SAM (Bogotá)
- Avior (Valencia, Maracaibo, Caracas)
- Caribbean Star Airlines (Port of Spain)
- Continental Airlines (Newark)
- Divi-Divi (Kralendijk, Charter Destinations)
- Dutch Antilles Express (Kralendijk, Oranjestad, Philipsburg, Valencia)
- Insel Air (Kralendijk, Oranjestad, Philipsburg, Las Piedras, Paramaribo/Zanderij, Port of Spain, Port au Prince, Valencia)
- KLM (Amsterdam)
- Martinair (Amsterdam, Barbados)
- North American Airlines (Boston [seasonal])
- SkyService (Toronto-Pearson [seasonal])
- Surinam Airways (Oranjestad, Paramaribo/Zanderij, Port of Spain, Santo Domingo)
- TACA (Lima, San Salvador)
- Tiara Air (Oranjestad)
- USA 3000 (Pittsburgh)

## Các hãng vận chuyển hàng hóa
- Aeca Carga
- Aeroflot
- AeroSucre
- Aerovenca
- Amerijet International
- Arrow Air
- Capital Cargo International Airlines
- Cargolux
- DHL Aviation
- FedEx
- Fine Air
- Four Star Air Cargo
- KLM Cargo
- Lineas Aereas Suramericanas
- Martinair
- Panavia
- Servicios de Transportes Aéreos Fuenguinos
- TNT
- Transcontinental Sur